# 卡塔琳娜·鮑爾
卡塔琳娜·鮑爾（德語：Katharina Bauer，1990年6月12日—）出生於威斯巴登，是一名德國女子田徑運動員，主攻撐桿跳。曾參加卡塔爾多哈舉行的2019年世界錦標賽，未能晉級決賽。此外，她曾兩次在歐洲室內錦標賽上進入決賽。

## 外部連結
- 维基共享资源上的相關多媒體資源：卡塔琳娜·鮑爾